# بازیس
بازیس (به فرانسوی: Bazeilles) یک کمون (فرانسه) در فرانسه است که در آردن (دپارتمان) واقع شده‌است. بازیس ۳۶٫۱۴ کیلومتر مربع مساحت دارد ۱۵۶ متر بالاتر از سطح دریا واقع شده‌است.